# Біле Море
Біле Море (рос. Белое Море) — селище у Кандалакському районі Мурманської області Російської Федерації.
Населення становить 660 осіб. Належить до муніципального утворення Кандалакське міське поселення .

## Населення
| 2002 | 2010 |
| ---- | ---- |
| 767  | ↘660 |